# Малый Тевриз
Малый Тевриз — деревня в Тевризском районе Омской области. Входит в состав Петелинского сельского поселения.

## История
Основана в 1908 году. В 1928 году состояла 27 хозяйств, основное население — белорусы. Центр Мало-Тевризского сельсовета Тевризского района Тарского округа Сибирского края.

## Население
| 1926 | 2010 |
| ---- | ---- |
| 140  | ↘6   |